# Орловский сталепрокатный завод
Орловский сталепрокатный завод (ООО «ОСПАЗ») — российское предприятие, производящее крепёжные изделия и осуществляющее региональные продажи проволоки. Является крупнейшим металлургическим предприятием города Орла.. Именно вокруг сталепрокатного завода возник самый молодой 4-й район Орла — Северный. С 2004 года входит в структуру ОАО «Северсталь-метиз».

## История
В 1958 году приказом Госплана РСФСР была назначена комиссия для выбора промышленной площадки под строительство сталепрокатного завода. В 1963 году началось строительство завода проектной мощностью 1 380 000 тонн готовой продукции в год.
В 1967 году была сдана первая очередь завода мощностью 100 тысяч тонн стальной проволоки в год. В период с 1967 по 1992 годы было запущено 11 основных и 5 вспомогательных цехов. 10 августа 1971 года была выпущена миллионная с начала эксплуатации завода тонна продукции.
Свыше 300 заводчан награждены орденами и медалями, 4000 присвоено звание «Ветеран завода». 14 раз работники и подразделения завода награждались медалями ВДНХ СССР.
Завод обеспечивал социальную сферу — продукты поступали из заводского подсобного хозяйства в селе Клейменово в свой комбинат общественного питания, а затем в 11 столовых. Была своя медико-санитарная часть, со стоматологическими кабинетами в цехах, медпункты. Путёвки выдавались в заводской санаторий-профилакторий «Лесной».
Заводом был построен Дворец культуры металлургов и микрорайон сталепрокатного завода, в котором проживало более 60 тысяч человек. Жилой фонд микрорайона — 262 тыс. кв. метров, с 7 заводскими детскими комбинатами которые посещали около 2-х тысяч детей.
Переломным в истории завода стало время распада СССР. Тогда предприятие мгновенно утратило связи с многочисленными потребителями своей продукции, располагавшимися в соседних республиках. Производство резко сократилось. Заводу пришлось приспосабливаться к новым экономическим условиям. На предприятии начались процессы оптимизации, направленные на концентрацию внимания исключительно на профильном производстве.
1992 год — государственное предприятие «Орловский сталепрокатный завод» было приватизировано. Правопреемником стало акционерное общество «Орловский сталепрокатный завод», зарегистрировано Постановлением главы администрации Железнодорожного района г. Орла № 829 от 06.11.1992 г. Зарегистрирован первый выпуск эмиссионных ценных бумаг.
1995 год — разделение ОАО «ОСПАЗ» на дочерние предприятия.
2002 год — объединение производственных дочерних предприятий в единое акционерное общество. 2003 год — образован альянс ЧСПЗ (Череповецкий сталепрокатный завод) — ОСПАЗ.
2004 год — вхождение в группу «Северсталь-метиз». После присоединения к метизной группе орловский завод пережил ряд изменений. В предприятие были инвестированы рекордные для отрасли средства, был взят курс на освоение новых продуктов и на развитие специализации завода, ведущим направлением деятельности которого было выбрано производство крепежных изделий.
Ещё одним направлением деятельности, реализуемым компанией «Северсталь-метиз» на базе площадей сталепрокатного завода, стало создание Индустриального парка «Орел». Сейчас на его территории работают 54 предприятия-резидента самого разного профиля. Площади парка полностью задействованы в производстве.

## Производство и продукция
Производит различные виды проволоки: под саморезы, омеднённую, сварочную, полиграфическую, а также крепёж — гайки и болты, мостовой крепеж М22-М24, крепеж М16, М18, М20 и М27, гибкие упоры, освоено термодиффузионное и ламельное покрытия, горячее оцинкование.
С применением продукции «ОСПАЗа» построен ряд крупных инфраструктурных объектов: стадионы («Лужники», «Фишт», «Ледяной куб», «Адлер-арена», «Айсберг»), дороги (западный скоростной диаметр в Санкт-Петербурге), мосты (Дворцовый мост в Санкт-Петербурге), аэропорты («Внуково») и т. д.
Одновременно предприятие развивает и сервисную программу для клиентов: постоянное представительство мостового инспектора, на крупных проектах проходит обучение строителей приемам работы с крепежом, создан склад для комплектации и быстрых отгрузок.
В 2016 году технологи завода разработали уникальное покрытие «Билд квик», крепеж может быть использован сразу в монтаж и покраску.

## Собственники и руководство
С 2009 года Орловский сталепрокатный завод, входящий в структуру ОАО «Северсталь-метиз», возглавляет Алексей Валерьевич Ереничев. Ранее[когда?] завод возглавлял Сергей Александрович Татенко. Группа предприятий «Северсталь-метиз» входит в «Северсталь» Алексея Мордашова. Генеральным директором «Северсталь-метиз» с 12 декабря 2016 года назначен Сергей Ковряков.